# Беборо
Беборо (фр. Béboro) — небольшой город и супрефектура в Чаде, расположенный на территории региона Мандуль. Входит в состав департамента Барх-Сара.

## Географическое положение
Город находится в южной части Чада, к востоку от реки Динга, к западу от реки Уам (Бахр-Сара), на высоте 377 метров над уровнем моря.
Населённый пункт расположен на расстоянии приблизительно 475 километров к юго-востоку от столицы страны Нджамены.

## Население
По данным официальной переписи 2009 года численность населения Беборо составляла 29 942 человека (14 570 мужчин и 15 372 женщины). Население супрефектуры по возрастному диапазону распределилось следующим образом: 53,1 % — жители младше 15 лет, 43,7 % — между 15 и 59 годами и 3,2 % — в возрасте 60 лет и старше.

## Транспорт
Ближайший аэропорт расположен в городе Моисала.